# Albert Oehlen
Albert Oehlen, né en 1954 à Krefeld en Rhénanie-du-Nord-Westphalie, est un peintre allemand, dont l'œuvre se rattache au courant néo-expressionniste allemand, appelé aussi les « Nouveaux Fauves ».

## Biographie
Albert Oehlen (frère de Markus Oehlen) étudie avec Sigmar Polke à Hambourg dans les années 1970 où Sigmar Polke compte parmi ses professeurs. Il apparaît sur la scène de l'art contemporain au début des années 1980 au sein d'une génération d'artistes, tels que Martin Kippenberger, Georg Herold ou Werner Büttner, qui se montre particulièrement critique à l'égard de l'idéologie dominante de son époque.
Il réside aujourd'hui dans sa maison et atelier d'artiste à Bühler (Appenzell Rhodes-Extérieures), bâtiment édifié en 2007 par les architectes espagnols Paloma Lasso de la Vega et Iñaki Abalos.
Durant les années 1990, il aura pour assistant le peintre allemand Daniel Richter. 
De son vivant, il figure parmi les neuf artistes allemands classés dans le top 100 des ventes mondiales. 

## Œuvre
Artiste conceptuel, son œuvre contribue « au débat sur la mort de la peinture qui resurgit à intervalles réguliers depuis la moitié du XXe siècle ». Son « art pour l'art » est souvent qualifié d'intellectuel. Peintre abstrait inventif, il s'inscrit dans la mouvance post modernisme.    
Son style peut-être qualifié de « pictural, éminemment contemporain, se nourrit de techniques issues de l’industrie publicitaire, de la facture expressionniste, du geste surréaliste et d’images créées par ordinateur ». Lui-même a toujours à moitié sérieusement qualifié son œuvre de « post non figurative ». Sa pratique étendue va de la peinture aux collages, des tableaux réalisés par ordinateurs aux mosaïques de sol, ou encore des tapis aux dessins. Parmi ses œuvres les plus célèbres, on compte la série Bad Paintings qui comprend un portrait d’Adolf Hitler réalisé en 1986.  
L'exposition de 2009 au Musée d'Art moderne de Paris rend compte du changement de paradigme opéré dans l'œuvre d'Oehlen, abandonnant de plus en plus la couleur au profit du noir et blanc au début du XXIe siècle.  

## Expositions
- 2009 : Musée d'Art moderne de Paris/ARC, exposition qui confronte une quarantaine de ses œuvres des années 1980 à une série de 2008[6].
- 2015 : Albert Oehlen: Home and Garden, New museum of Contemporary art à New-York
- 2018 : Rétrospective, Palazzo Grassi à Venise, exposition de 82 œuvres de l'artiste

## Marché de l'art & cote
Dès le début des années 80, Benedikt Tashen, fondateur des éditions Tashen, est  l'un de ses premiers collectionneurs.  
Le 7 mars 2017, son œuvre Selbstporträt mit Palette (Self-portrait with Palette) a été adjugée chez Christie's à Londres pour 2 965 000 £. 
Le 4 octobre 2018, il établit un nouveau record de ventre, sa toile "Stier miet loch" (1986) s'adjuge chez Christie's Londres pour 3,608,750 £ soit 4,080,038 €. Dans la même vente une autre de ses toiles s'adjuge également au dessus de 3 millions de pound :  3,128,750 £ (3,537,352 €) pour Untitled (1989). 
Ce record double le 26 juin 2019, quand "Self-portrait with empty hand" est adjugé chez Sotheby's Londres 6,237,700 £ soit 7,0262,674 €.  